# Nguyễn Trường Tô
Nguyễn Trường Tô (sinh ngày 28 tháng 6 năm 1953) là cựu đảng viên Đảng Cộng sản Việt Nam, nguyên Phó Bí thư Tỉnh ủy Đảng Cộng sản Việt Nam; nguyên Chủ tịch Ủy ban nhân dân tỉnh Hà Giang. Ông được dư luận biết đến nhiều nhất qua vụ án mua dâm nữ sinh dưới 18 tuổi. Sau đó, Ủy ban Kiểm tra Trung ương Đảng Cộng sản Việt Nam đã ra quyết định cách chức các chức vụ của ông trong Đảng.

## Tiểu sử
Nguyễn Trường Tô (quê ở Thái Bình), tốt nghiệp Đại học Kinh tế Quốc dân, công tác tại Sở Nông nghiệp tỉnh Hà Tuyên (trước khi tách thành Tuyên Quang và Hà Giang) từ năm 1986. Ông có trình độ chuyên môn là Cử nhân Kinh tế và trình độ chính trị là Cao cấp. 
Ông Tô vào Đảng CSVN năm 1983 (chính thức năm 1984). Ông có hơn 26 năm tuổi Đảng (cho đến thời điểm bị khai trừ).
Năm 2005, ông được bầu làm Phó Bí thư Tỉnh ủy Đảng CSVN, Chủ tịch Ủy ban nhân dân tỉnh Hà Giang. Trước đó, ông Tô từng giữ các chức vụ Chánh Văn phòng Ủy ban nhân dân tỉnh, Bí thư Thị ủy Hà Giang, Giám đốc Sở Kế hoạch Đầu tư tỉnh Hà Giang.

## Sai phạm
Năm 2010, Nguyễn Trường Tô được dư luận biết đến qua vụ án mua dâm nữ sinh dưới 18 tuổi. Sự kiện bắt đầu vào tháng 1/2006, khi Công an thị xã Hà Giang bắt được một gái bán dâm có giữ trong điện thoại một số hình ảnh được cho là của ông Tô trong tư thế không quần áo, do cô ta chụp lại bằng điện thoại di động sau khi hai người "quan hệ" cuối năm 2005. Ngoài việc quan hệ mua bán dâm tại Hà Giang, khi đi họp, đi công tác tại Hà Nội, Nguyễn Trường Tô còn đưa cô gái bán dâm này xuống Hà Nội để thỏa thú vui của ông. Đến cuối năm 2009, vụ án bắt đầu với sự bắt giam ông Sầm Đức Xương (50 tuổi), khi đó là Hiệu trưởng Trung học phổ thông Việt Lâm, huyện Vị Xuyên tỉnh Hà Giang, đã tổ chức đường dây mua dâm nữ sinh trường này phục vụ nhiều người trong đó có ông Tô. Tuy nhiên sau đó các cơ quan tố tụng Hà Giang cho rằng không đủ cơ sở để xem xét xử lý trách nhiệm hình sự những người đó về hành vi mua dâm người chưa thành niên.
Theo đó ngày 5/7/2010, Ủy ban Kiểm tra Trung ương Đảng Cộng sản Việt Nam ra thông báo về nội dung kỳ họp thứ 32 đề nghị cách chức các chức vụ bên Đảng Cộng sản Việt Nam của ông Nguyễn Trường Tô với lý do "sống buông thả, sinh hoạt không lành mạnh gây bất bình trong Đảng và xã hội"

## Cách chức
- Ngày 21 tháng 7 năm 2010, ông bị đình chỉ chức Chủ tịch Ủy ban nhân dân tỉnh Hà Giang.
- Ngày 25 tháng 7 năm 2010, ông bị khai trừ ra khỏi Đảng Cộng sản Việt Nam.[7]
- Ngày 28 tháng 7 năm 2010, ông bị bãi nhiệm Đại biểu Hội đồng nhân dân tỉnh Hà Giang và chức Chủ tịch Ủy ban nhân dân tỉnh Hà Giang.

Sau khi bị cách chức, ông sống trong khu trang trại sinh thái ở Hà Giang.